# Japanisches Südseemandat

Flagge des Mandats

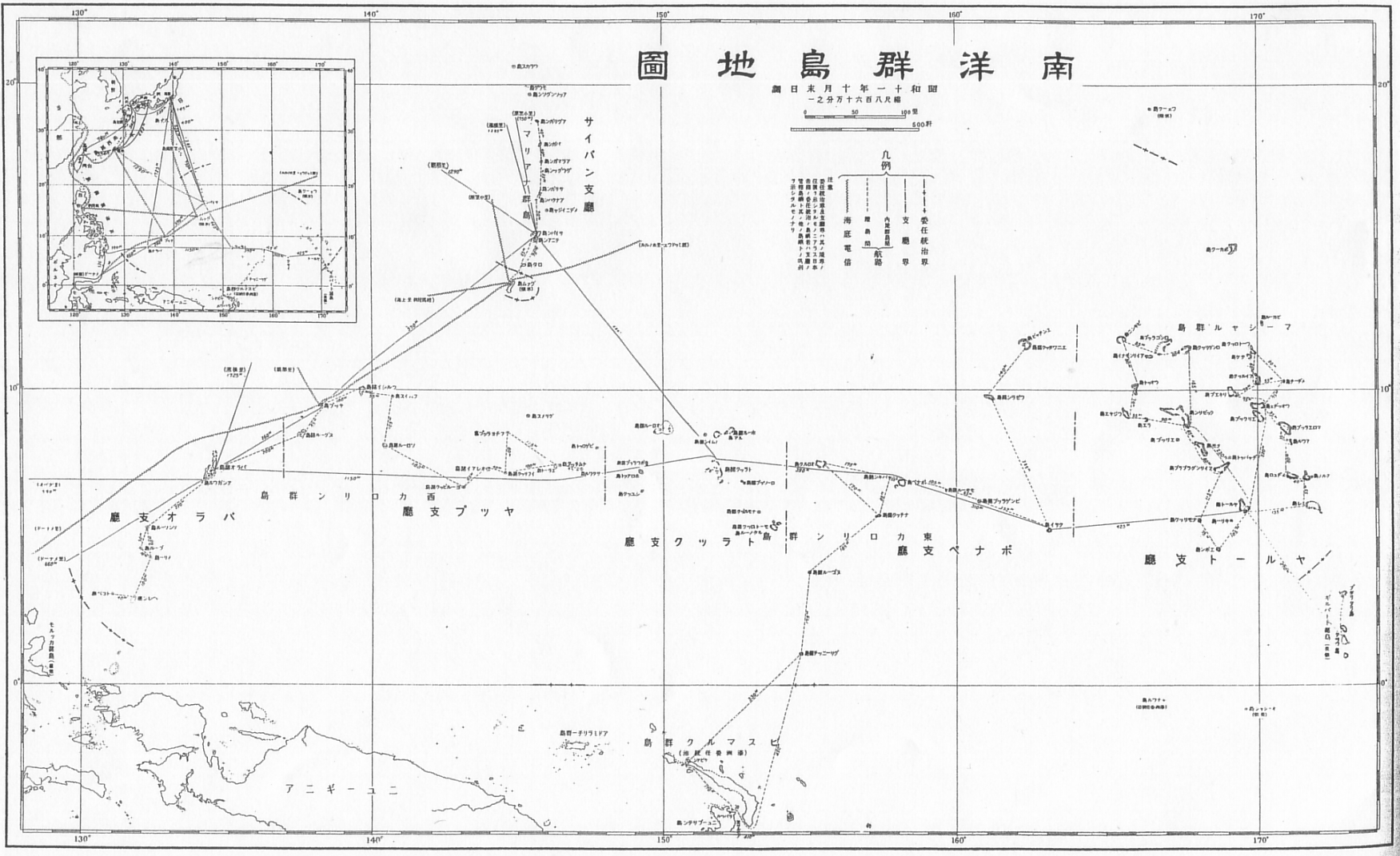
Mandatsgebiet

Das Japanische Südseemandat (japanisch 南洋群島 Nan’yō guntō, deutsch ‚Südsee-Archipel‘) war ein von 1919 bis 1944 bestehendes Territorium, das vom Völkerbund dem Japanischen Kaiserreich anvertraut wurde. Es war ein sogenanntes „C-Mandat“, wodurch die mikronesischen Inselgebiete der Karolinen, der Marshallinseln und der Nördlichen Marianen nach japanischem Recht regiert werden durften. Allerdings war es nicht erlaubt, militärische Anlagen zu errichten.
Nachdem 1944, während des Pazifikkrieges, das Mandatsgebiet von den Alliierten erobert wurde, standen die Inseln unter Kontrolle der United States Navy, bis sie 1947 als Treuhandgebiet Pazifische Inseln treuhänderisch den Vereinigten Staaten zur Verwaltung übergeben wurden.

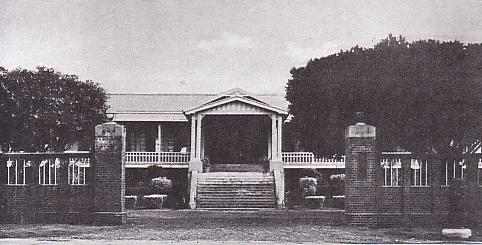
Amtsgebäude des Nan’yō-chō

Der zivile Sitz der Verwaltung (南洋庁 Nan’yō-chō, deutsch ‚Südsee-Amt‘) war in der Stadt Koror auf Palau angesiedelt.

## Geschichte

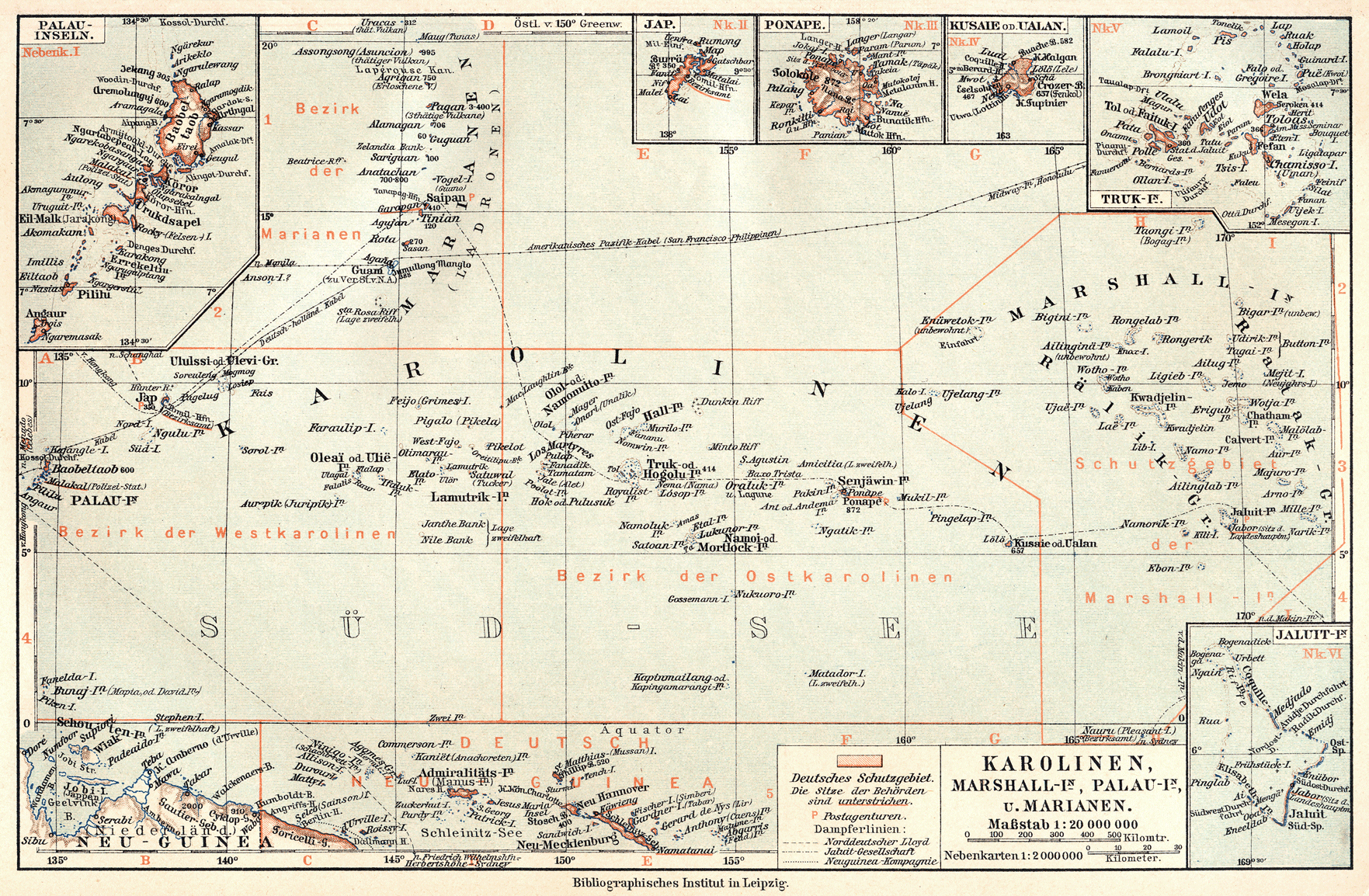
Mikronesien auf einer deutschen Karte (vor 1914)

Das Japanische Kaiserreich erklärte 1914 auf Seiten der Entente dem Deutschen Reich den Krieg. Nach der Kapitulation Deutsch-Neuguineas am 17. September 1914 gegenüber der Australian Naval and Military Expeditionary Force besetzten Japaner zwischen dem 29. September und dem 21. Oktober 1914, bis auf Nauru, die deutschen Kolonien in Mikronesien.
Am 7. Mai 1919 wurden die Mandatsmächte bekannt gegeben. Die Auflagen bestanden darin, keine militärischen Truppen auszuheben, keine Militärbasen zu errichten und einen jährlichen Bericht an die 1921 gegründete Ständige Mandatskommission des Völkerbundes zu übergeben.
1933 trat das Japanische Reich aus dem Völkerbund aus, wodurch auch alle Verpflichtungen der Mandatsmacht gegenüber dem Völkerbund obsolet wurden. Man reichte jedoch noch bis 1937 Jahresberichte an die Mandatskommission ein. Ab den 1930er Jahren wurde das Mandatsgebiet militarisiert und am 8. Dezember 1941 begann der Pazifikkrieg.

## Verwaltung
Die indigene Bevölkerung besaß nicht die japanische Staatsangehörigkeit, sondern hatte den Status von „Inselnbewohnern“ (鳥民 tomin) inne. Lediglich durch Heirat mit einem Japaner konnten Frauen Vollbürger werden. Die Hürde für 5-jährigen Hauptwohnsitz auf den japanischen Hauptinseln konnten Männer praktisch nie erfüllen.

Wehrübungen wurden 1941 verpflichtend.

### Ministerien in Tokio
Bis 1922 standen die Insel unter Militärverwaltung, die das Marineministerium ausübte. Danach schuf man beim Büro des Premierministers das zivile Nan’yō-chō. Seit Dezember 1924 war dies eine Abteilung des Kolonialministeriums (Takamu-sho). In Verkehrs- und Postfragen wurde mit den entsprechenden Ministerien koordiniert. Die interne Struktur wurde des Öfteren geändert.
Eine 1923 erlassene Verordnung, die 1933 geändert wurde, regelte welche japanischen Gesetze auch im Mandatsgebiet Anwendung fanden. Spezielle Vorschriften erließ man zur Klärung von Streitigkeiten Eingeborener untereinander und Landfragen. Dazu kamen Einschränkungen hinsichtlich Alkohol und Waffen.
Zum 1. November 1942 gründete man das „Groß-Asien-Ministerium“ (大東亜省 Daitōashō), das für die Gebiete der japanischen Einflusssphäre zuständig war, die nicht unter Militärverwaltung standen. Geleitet wurde es in Personalunion vom Außenminister. Das so genannte „Büro der südlichen Meere“ war nicht nur für das Mandat, sondern auch Französisch-Indochina und Thailand verantwortlich. Es übernahm das entsprechende Personal des Kolonialministeriums u. a.

Erster Chef der Südsee-Abteilung wurde Mizuno Itarō (* 1896).

### Gliederung vor Ort
An der Spitze stand ein Gouverneur, dessen Amtsbezeichnung offiziell jedoch „Direktor“ (南洋庁長官) lautete. Erster Gouverneur, schon der Übergangsverwaltung seit 1918, wurde Tezuka Toshirō (手塚敏郎), der bis April 1924 amtierte. Ihm folgte Yokota Gosuke (横田郷助), der 1931 im Amt starb.
Seit 1922
Anfangs unterstanden dem Gouverneur folgende Abteilungen:
- Sekretariat: für allgemeine, nicht-öffentliche Angelegenheiten und Statistik
- Inneres: örtliche Verwaltung und Polizei
- Finanzen: Haushalt und öffentliche Bauten

Ab Dezember 1924
- Sekretariat, 1935 geteilt in nicht-öffentliche Angelegenheiten auch zuständig für Laufbahnen, Orden und Ehrenzeichen, Zeremonien usw. sowie das Archiv, das seit 1937 auch das Amtsblatt herausgab. 1937–41 mit Forschungsabteilung.
- Verkehr
- Kolonisation
- Polizei
- Finanzen
- Allgemeines
- Selbständige Behörden:
  - Gerichtswesen: Gerichte 1. Instanz in Saipan, Ponape (inkl. Truk und Jaluit) und Palau (inkl. Jap). 1 Berufungsgericht in Koror.
  - Wetterdienst
  - Post, mit 7 Postämtern. Telefondienst seit 1927, aber nur für amtlichen Gebrauch (1937: 19 Apparate auf Truk, 24 in Ponape).
  - 7 staatliche Krankenhäuser
  - Bergbau (primär Phosphat bzw. Guano)
  - industriell-landwirtschaftliche Versuchsstation in Koror, Filialen in Saipan und Ponape
  - 17 Grundschulen (3 + 2 Jahre) für Eingeborene.[5] Für Japaner 4 (3 in Ponape) Volksschulen (6 + 2 Jahre), dazu 2 Zweigschulen
  - ab 1929 (Hafen-)Bauamt auf Saipan
  - ab 1929 Museum in Koror
  - ab 1931 Fischerei-Versuchsstation in Koror

In den wenigen größeren Orten, die eine signifikante japanische Bevölkerung hatten (z. B. Dublon, Colony-Ponape) wurden 1932 Gemeinderäte mit 12–24 ehrenamtlichen Mitgliedern auf jeweils vier Jahre gewählt. Der aus ihrer Mitte gewählte Bürgermeister erhielt ein geringes Gehalt.
Kleinere Verbrechen und Rechtsstreite regelten die Häuptlinge gemäß ihren überkommenen, regional unterschiedlichen Kompetenzen. Der lokale Vize-Gouverneur war auch Polizei-Richter für Vergehen geringer Bedeutung (max. 3 Monate Haft oder ¥ 100). Die häufigsten Verbrechen waren Diebstähle und Verstoß gegen die Alkoholprohibition unter den Eingeborenen. Japaner wurden vor allem wegen illegalem Glücksspiel, fahrlässigem Vollrausch und Verstößen gegen verschiedene Punkte der Gewerbeordnungen angeklagt.
Die Radiostation JPK, 1939 konzessioniert, sendete im Kurzwellenbereich seit 1942 auf Lele, wo sie in der Polizeistation untergebracht war. Auf Truk sendeten die große JPT sowie die kleinen JPD, JPE, JPH und JPL.
Stand 1941
(In Klammern Planstellen: gehobener (g), mittlerer (m) und einfacher (e) Dienst)
Gouverneur war 1940-3 Kondō Shunsuke (近藤駿介) ihm folgte Anfang November 1943 der wegen Feigheit vor dem Feind auf diesen Posten abgeschobene Admiral Hosogaya Boshirō (細萱戊子郎).
- Sekretariat (Planstellen: 66, davon 13g/13m/40e)
- Inneres (107, 10g/49m/48e). Abteilungen: Lokales und Planung, Finanzen, Steuern, Polizei (inkl. Feuer- und Gesundheitspolizei), öffentliche Bauten (inkl. Krankenhäuser).
- Wirtschaftliche Entwicklung (= Kolonisation; 129, 17h/60m/52e). Abteilungen: Verkehr, Postwesen, Fischerei, Handel und Industrie (inkl. Zoll, Eichwesen, Handelskammern, Kontrolle der Nan’yō Kōhatsu), Forst- und Landwirtschaft.
- Gerichte (23, 11h/7m/5e)
- 6 lokale Behörden (366, 7h/119m/240e): je unter einem stellvertretenden Gouverneur, auf den größeren Inseln: Saipan, Palau, Jap, Ponape, Truk, Jaluit. Ab 1943 zusammengefasst zu nur noch drei: Nord (Saipan), Süd (auf Truk, mit Ponape und Jaluit), West (Palau). Nachgeordnet blieben örtliche Häuptlinge oder Dorfvorsteher.
- selbständigen Behörden, dem Gouverneur verantwortlich, wie 1924.[4]

## Wirtschaft
Von Anfang zielte Japan auf die wirtschaftliche Entwicklung und die Schaffung von Voraussetzungen, dass ein Teil seines Bevölkerungsüberschusses angesiedelt werden konnte. Aus Okinawa und m. E. Korea kamen vor allem Hilfsarbeiter. Höher Qualifizierte stammten meist von den Hauptinseln.
Die Reedereien Nippon Yūsen und Nan'yo Boeki wurden subventioniert. Erstere hatte Verbindungen aus Japan zu den großen Mandatsinseln, zweitere fuhr die kleineren Insel an. Handelsfahrten der eingeborenen in ihren hochseetauglichen Booten wurden ab 1928 untersagt.
Im Jahr 1937 waren die Hauptexportprodukte: Zucker, Phosphate, Thunfische und Kopra. Ab 1921 entwickelte sich auf Saipan eine Zuckerindustrie, die in den folgenden Jahren auf weitere Inseln der Marianen expandierte. Saipan und die Nachbarinsel Tinian waren bereits zu Beginn der 1930er Jahre zum größten Teil von Zuckerrohr, Zuckermühlen, Eisenbahnen und Zuckerdestillerien (Saipan zu ca. 70 %) bedeckt. Der Anbau und die Verarbeitung von Zuckerrohr war mit einem Anteil von ca. 60 % mit Abstand der Hauptexportartikel des Südseemandats und ein Hauptanziehungspunkt für die weitere Einwanderung aus Japan. Phosphat bildete die zweitwichtigste Geldeinnahmequelle für das Südseemandat. Der Abbau von Phosphat auf den Inseln Angaur, Peleliu, Babelthuap und Fais wurde ausgeweitet, nachdem die Rechte 1914 von der Deutschen Südsee-Phosphat-Gesellschaft gekauft wurden. Das Phosphat diente als Bestandteil von Dünger in den Anbaugebieten Japans und später als Bestandteil von Munition und Sprengstoffen. Kopra hingegen wurde in allen Inselgruppen des Südseemandats produziert. Da Kokospalmen auf nahezu allen Südseeinseln wachsen, war es einfach, hier gewinnbringende Geschäfte zu machen, indem man die an sie gewöhnten Einheimischen als Arbeitskräfte einsetzte. Es gab hunderte von Kopra-Sammelpunkten über die Archipele verstreut – etwa 70 allein in den Marshallinseln. Weitere Exportartikel stellten Thunfische und Perlen dar.

## Politik gegenüber den Mikronesiern
Die einheimische Bevölkerung des Südseemandats, hier zusammenfassend Mikronesier genannt, sollte laut Verpflichtung des Völkerbundes, wie die in von anderen Staaten betreuten Mandaten, zivilisiert und an die Moderne herangeführt werden. Dies sollte durch eine entwickelte Nation, in diesem Falle Japan geschehen, welche die Ressourcen für ein solches Projekt aufbringen konnte. Dabei sollte das Wohlergehen der Mikronesier in jedem Falle sichergestellt sein.

### Religion
Die japanische Mandatsverwaltung garantierte zunächst in den 1920er Jahren eine freie Religionsausübung, worunter auch die Genehmigung ausländischer christlicher Missionsanstrengungen fiel. Es durften in den 1920ern wieder Libzeller und katholische Geistliche einreisen.
Missionen des buddhistischen Higashi Hongan-ji und des Tenrikyō wurden ebenfalls zugelassen, während solche des Shintoismus eine explizite Förderung erfuhren. Gebaut wurde allerdings nur ein solcher Schrein für Japaner, der Hachiman-jinsha in Saipan. Diese Gruppen kümmerten sich aber primär um die in den 1930er Jahren zugewanderten Japaner auf den Hauptinseln. Hingegen wurde ab 1931 und noch mehr nach Beginn des China-Zwischenfalls das Handeln der Mandatsverwaltung zunehmend restriktiver gegenüber ausländische christliche Missionen.

#### Nan’yo Dendo Dan
Um die Eingeborenen weiterhin christlich zu missionieren, wählte die Regierung den japanischen Ableger der puritanischen Kongregationalisten (会衆派教会), eine in Japan fast bedeutungslose Kirche mit 156 Gemeinden im Jahr 1933, 193 Predigtberechtigten und 24974 Anhängern. Die Regierung bezahlte zu neunzig Prozent der Aktivitäten der Südsee-Mission (Nan’yo Dendo Dan). Die Gehälter der Missionare entsprachen dem dreifachen des Durchschnittlohns.
1920 entsandte man die ersten vier Missionare nach Mikronesien, je zwei nach Truk und Ponape. Im Laufe der Jahre folgten vier weitere.
1941 richtete man eine Predigerschule in U ein, die ein Schwiegersohn eines der Missionare führte.

### Bevölkerungspolitik und Gesundheit
Die japanische Verwaltung übernahm Gebiete, in denen die einheimische Bevölkerung vor allem aufgrund von Krankheiten, Alkoholmissbrauch und Geburtenrückgang bereits stark dezimiert worden war. Zwar errichtete die Mandatsverwaltung moderne Krankenhäuser auf den größeren Inseln, führte Impfkampagnen und medizinische Trainingsprogramme durch. Allerdings wurden beispielsweise die besten Krankenhäuser dort errichtet, wo viele japanische Einwanderer siedelten, und waren zudem nicht kostenfrei, so dass die neuen Hospitäler in erster Linie den Einwanderern zugutekamen. Zwar erholte sich durch die Gesundheitspolitik der Mandatsverwaltung die mikronesische Bevölkerung, doch blieb die Sterblichkeit immer noch erheblich höher als die eingewanderter Japaner. Zudem widersetzten sich manche Mikronesier, insbesondere auf Yap, der japanischen Gesundheitspolitik, da sie durch deren Handeln eine Zerstörung ihrer Sozialstruktur und Lebensweise erfuhren.
Bevölkerungszahl
| Jahr | Eingeborene | Chamorros | Japaner | Ausländer | Total |
| ---- | ----------- | --------- | ------- | --------- | ----- |
| 1920 | 21424       | 2         | 1026    | 11        | 22463 |
| 1930 | 23318       | 83        | 1438*   | 43        | 25882 |
| 1935 | 24030       | 52        | 4464    | 54        | 28600 |
| 1937 | 24156       | 103       | 6289*   | 68        | 30616 |

Die japanische Zuwanderung hatte ihren Schwerpunkt in Ponape, Truk und Saipan mit Tinian.
Andere Quellen geben deutlich höhere Zahlen an: 1) Japaner für 1930: 19850 und 1935: 55948. 2) 1934: 50174 Eingeborene, 35238 Japaner, 98 Ausländer. Zum Stichtag 1. Okt. 1935: Gesamt: 102.238.

### Bildungspolitik
Durch die japanische Verwaltung wurde eine lediglich dreijährige Schulpflicht eingeführt, an die ein möglicher zweijähriger Aufbaukurs anschließen konnte. Allerdings wurde nahezu die Hälfte dieser Schulzeit auf die Erlernung der japanischen Sprache verwandt, da die Beherrschung dieser als besonders wichtig angesehen wurde. Die kurze Schulzeit führte allerdings in Verbindung mit der Komplexität der japanischen Schrift dazu, dass die allermeisten Mikronesier Japanisch nie zu ihrem Nutzen gebrauchen konnten. Unterricht in einheimischen Sprachen wie Chamorro oder Karolinisch fand nicht statt. Andere Schulfächer wie Mathematik spielten eine vergleichsweise kleine Rolle. Eine höhere Schulbildung war für Mikronesier nicht verfügbar, es existierte lediglich eine Schreinerschule in Koror. Die Schulbildung war mit ihrer Konzentration auf Gehorsam, Fleiß, Genügsamkeit und dem Mangel an formaler Bildung darauf ausgerichtet, Mikronesier zu Menschen am unteren Rande der Gesellschaft auszubilden. 2 bis 3 hochbegabte Eingeborenen erhielten pro Jahr Stipendien für weiterführende Schulen in Japan.
Nachdem der Besuch staatlicher Schulen 1935 Pflicht wurde, schlossen die letzten der Missionsschulen, deren „Lehrplan“ sich vor allem auf Bibelstudien in einheimischen Sprachen erstreckt hatte. Ab 1939 eingeschränkt tätig blieb das Predigerseminar der Bostoner Mission auf Kusaie (gegr. 1886). Weiterhin gab es in den 1930ern Grundschulen der Liebenzeller Mission und der Jesuiten (2 Schulen in Truk).